# Urbanistica di Avezzano
Nel territorio di Avezzano appaiono chiari i segni lasciati nel tempo dai grandi eventi che ne hanno caratterizzato la storia, l'architettura e anche l'urbanistica. In primo luogo la colonizzazione romana, l'incastellamento medievale, il totale prosciugamento del lago Fucino, infine le distruzioni e le ricostruzioni legate al terremoto del 1915 e ai bombardamenti della seconda guerra mondiale.

## Le origini e il nucleo storico

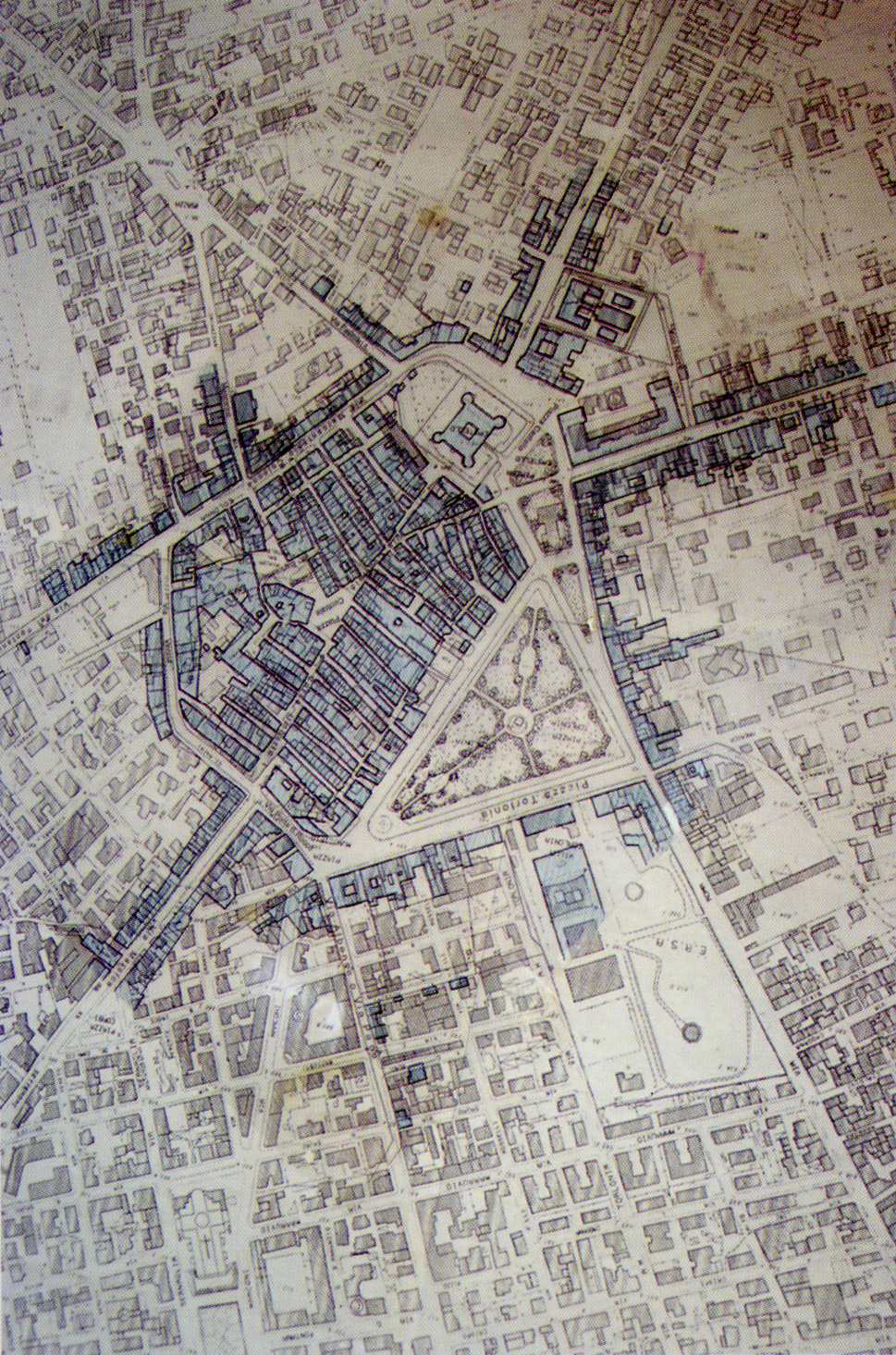
Mappe sovrapposte di Avezzano prima e dopo il 1915

La presenza del lago Fucino ha creato, fin dal Paleolitico le condizioni climatiche ideali per accogliere l'uomo in un contesto positivo dapprima ambientale e in seguito economico.Testimonianze preziose dello stanziamento a carattere continuativo delle popolazioni in questi luoghi, sin dai tempi remoti, sono la grotta di Ciccio Felice (nome derivante dall'antico proprietario Francesco Felice Nanni), l'insediamento neolitico di Paterno, situato in località pianura di Cellitto, i monumenti funerari di valle Solegara, situati tra Avezzano e Antrosano risalenti, con ogni probabilità, tra il VII e V secolo a.C. Oltre all'area di scavo archeologico dell'ex collegiata di San Bartolomeo, la villa romana adiacente al tracciato originario della via Tiburtina Valeria e al sito archeologico di Alba Fucens, distante appena 7 chilometri a nord della città. Resti di abitati fortificati della prima età del ferro, gli ocres safini, sono stati individuati sui monti che dominano Avezzano, in particolare sui monti Salviano e Cimarani, nelle serre di San Donato, Arrio, Cima Grande e Alizio e in località Santa Maria in Vico, nei pressi del vecchio cimitero cittadino. Analoghe tracce sono state individuate sui Tre Monti che dominano gli abitati di San Pelino e Paterno.
Con la fondazione tra il 303 ed il 304 a.C. della vicina città militare e commerciale di Alba Fucens ebbe inizio anche il processo di urbanizzazione del territorio albense e dunque anche di quello di Avezzano.
Fu la via Valeria a collegare l'area fucense con Roma rappresentando il proseguimento in territorio abruzzese del percorso dell'antica via Tiburtina. Altre importanti vie di comunicazione che favorirono il processo di urbanizzazione della Marsica si diramavano da Alba Fucens verso le nuove municipalità romane

## Medioevo

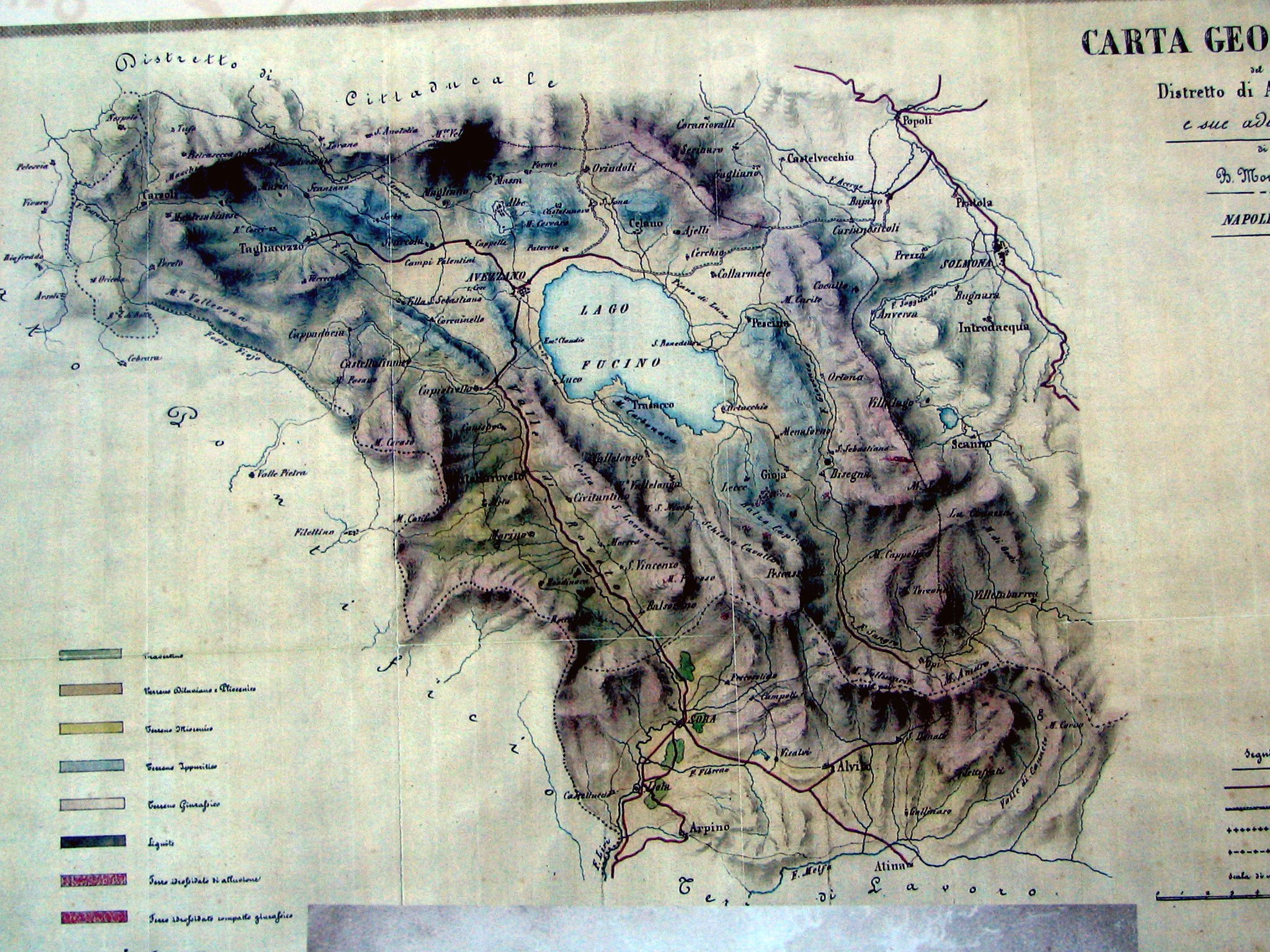
Antica carta del lago Fucino e del suo territorio

Il primo vero e proprio nucleo urbano di Avezzano si sviluppò all'incrocio tra la via Marsicana che univa Celano alla valle Roveto in epoca medievale. La città crebbe intorno alle due costruzioni più importanti: la chiesa intitolata a San Clemente o a San Pietro oppure secondo altre fonti a San Salvatore e poi a Sant'Antonio abate e successivamente dedicata a San Bartolomeo e la torre medievale, costruita nel XII secolo dal feudatario, Gentile di Palearia con il fine di controllare militarmente l'area fucense in posizione di allineamento e connessa alle altre strutture militari che, poste per lo più sulle alture che circondano il lago Fucino, svolgevano un'azione di controllo sul territorio. Avezzano nel medioevo presentava la cinta muraria dotata di torri rompitratta e di tre porte risalenti all'epoca normanna.
(Buccio di Ranallo)
Avezzano dopo la distruzione di Albe a opera di Carlo I d'Angiò, divenne sede di governo della contea che tuttavia continuò ad essere chiamata "contea di Albe". Anche al feudo di Pietraquaria, abitato da circa 650 persone e quindi il più grande incastellamento presente nella contea di Albe, toccò la stessa sorte, tanto da essere totalmente distrutto dagli angioini.
La crescita demografica della cittadina che raggiunse i 1200-1400 abitanti coincise con la distruzione di Albe e Pietraquaria da parte degli angioini.
Nei primi anni del XIV secolo termina il processo aggregativo di Avezzano. In località Pantano, corrispondente al centro della città, fu elevata la pieve alla quale fecero capo diversi villaggi e località: San Felice alle Grotte di Claudio nei pressi della grotta di Ciccio Felice; Castelluccio (o San Lorenzo in Vico), alle pendici del monte Salviano; Arrio alle pendici del monte Aria; Cerrito (o San Leonardo) sulla via Consolare (la contemporanea via San Francesco); Vico (o Santa Maria in Vico), nei pressi del vecchio cimitero cittadino; Pescina (o San Nicola), corrispondente al contemporaneo quartiere di San Nicola; Perrate (o Parate) che corrisponde al contemporaneo quartiere di Scalzagallo; San Basilio nei piani Palentini; La Fonte o (San Salvatore), nella contemporanea località di Caruscino; Vicenne (o Sant'Andrea), corrisponde alla via ed al quartiere omonimi, Gagliano (o San Sebastiano), località posta all'altezza dell'incrocio fra via XX Settembre e via Garibaldi; Pennerina (o Santissima Trinità) in cima alla località Le Mole; Scimino o (San Simeone), nel contemporaneo quartiere La Pulcina; Le Fratte (o San Paolo), intorno alla distrutta chiesa di Santa Maria di Loreto; San Callisto, oltre via Sant'Andrea e lungo la strada Circonfucense, infine Casole (o Santa Maria di Casa), nella parte bassa di Caruscino.
La struttura pievana presentava già numerose chiese e cappelle attorno alle quali si svilupparono gli interessi e le attività della maggior parte dei suoi abitanti.
Con ogni probabilità, nel XIV secolo venne terminata la costruzione della chiesa di Santa Maria di Loreto, andata completamente distrutta a causa del terremoto del 1915, mentre nel 1355 fu edificata la chiesa di San Francesco (la contemporanea chiesa di San Giovanni Decollato) con annesso convento.
Un prezioso documento riporta in pergamena la sentenza con cui vennero stabiliti i confini tra le Università di Avezzano ed Albe, mentre gli statuti locali, probabilmente risalenti alla seconda metà del XIV secolo e pienamente accettati dai feudatari, regolamentarono la vita sociale della città dentro e fuori le mura. In particolare delle fiere, delle feste, delle attività agricole, di arti e mestieri, ed anche quelli relativi alla disciplina e alla raccolta dei rifiuti.

## Castello e cinta muraria
(Muzio Febonio)

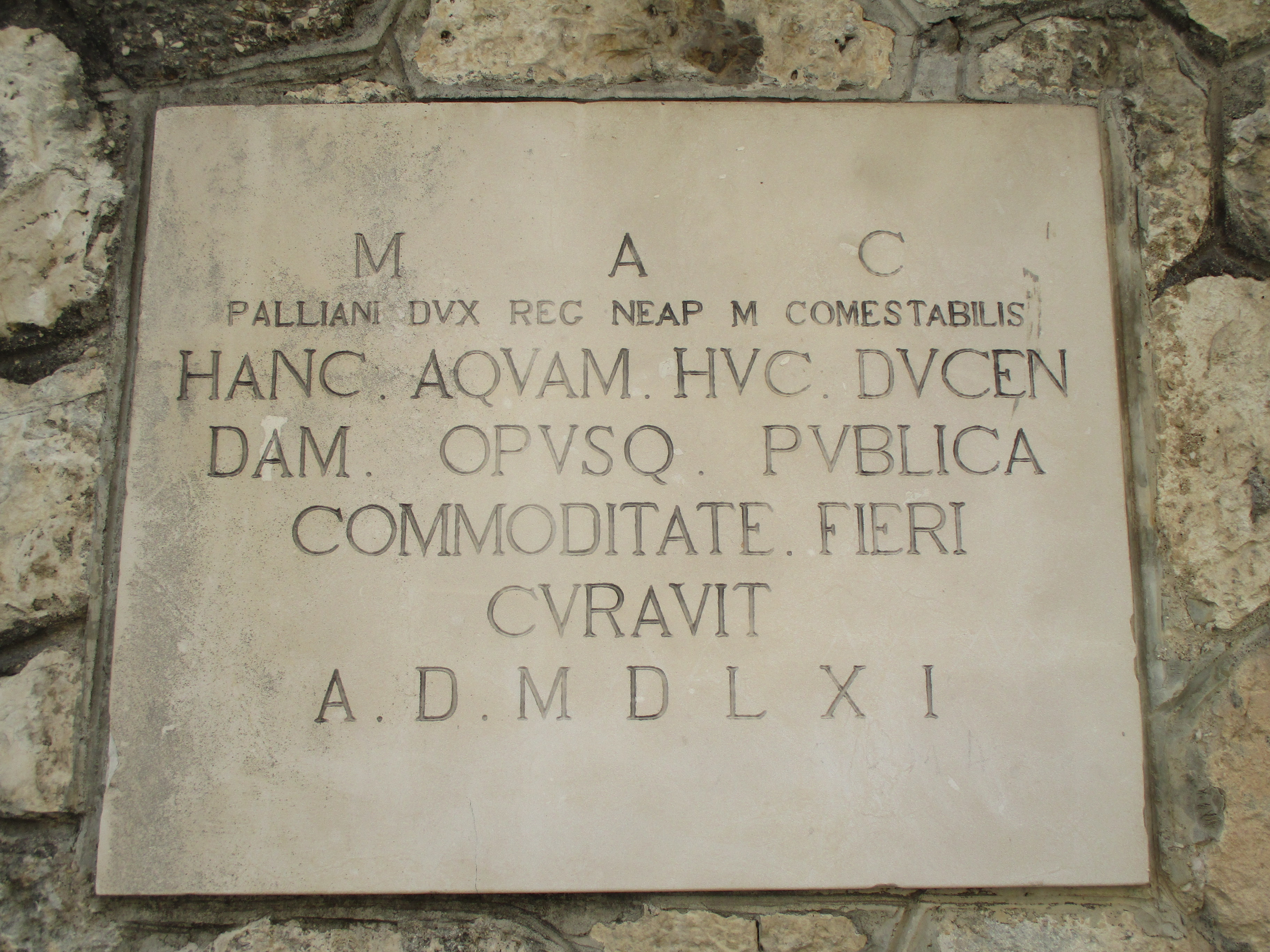
Iscrizione sul fontanile di Avezzano fatto realizzare da Marcantonio Colonna nel 1561

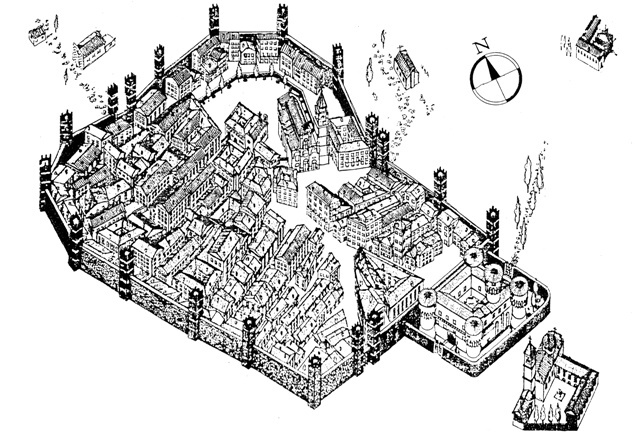
Raffigurazione idealizzata della città di Avezzano con le mura e le tre porte in una stampa riferita all'anno 1830 (Corrado Pagani, 1969)

Soltanto verso la fine del XV secolo, esattamente nel 1490, Virginio Orsini fece costruire il castello inglobando così la preesistente torre medievale.
Con ogni probabilità fu in quel periodo Gentile Virginio Orsini fece rafforzare il sistema difensivo, costruendo la cinta muraria e dotando la città di quello che può essere definito il primo progetto urbanistico di Avezzano.
Le mura, dotate di merlature, costituivano un'area irregolare a forma di pentagono e presentavano tre porte: quella di San Rocco, posizionata a nord est; quella di San Francesco, che prese il nome dall'omonimo convento trecentesco, situato a sud ovest appena fuori le mura; la porta di San Bartolomeo che si trovava a sud est della città.
La parte occidentale delle mura non presentava, invece, nessun accesso verso l'area di Albe, oramai in fase di decadenza. A testimonianza di ciò la costruzione voluta sempre da Virginio Orsini della via di Cesolino che univa Avezzano a Tagliacozzo, attraverso quella che fu definita la via variante della strada Valeria. L'arteria principale di Avezzano era la via Centrale, di cui una buona parte venne successivamente intitolata ad Umberto I, che tagliava in due il nucleo urbano e da cui si diramavano a spina di pesce numerosi vicoli.
Nella seconda metà del Cinquecento, sotto i Colonna, la cui signoria durò fino all'abolizione dei feudi e quindi per circa tre secoli e con Marcantonio Colonna che scelse Avezzano come una delle sue residenze, la città fu di fatto elevata a capoluogo della contea albense e del ducato di Tagliacozzo.
In questo periodo la cittadina, superati del tutto gli schemi architettonici legati alle esigenze militari dell'incastellamento, ebbe modo di vivere un lungo periodo di evoluzione e sviluppo sia sul piano urbano che architettonico. La sua posizione geografica privilegiata rispetto al sistema viario che ruotava attorno alla via Valeria ne fece anche un importante borgo commerciale avviato ad avere sempre di più un peso politico e sociale nella sua regione.
Il primo catasto cartaceo della città di Avezzano risale al 22 aprile del 1616.
In particolare a Marcantonio Colonna si devono le numerose opere di riqualificazione della città e migliorative dell'assetto urbanistico realizzate nella seconda metà del Cinquecento. Fu costruita la via Nuova che univa il castello, nel frattempo trasformato in una elegante dimora, alle rive del lago. Mentre via Marcantonio Colonna in direzione sud est affiancava esternamente le mura della città favorendo gli scambi commerciali anche fuori le mura.
Superata la fase rinascimentale ci furono molti interventi di recupero e costruzione di palazzi signorili con recupero di spazi che precedentemente presentavano aree degradate oppure occupate da costruzioni fatiscenti che vennero man mano sostituite all'interno delle mura con una vera e propria riqualificazione architettonica del nucleo urbano. Nei campi vicini alla cinta muraria si coltivavano cocomeri, oliveti, ortaggi di vario genere, lino e addirittura il crocus per produrre lo zafferano.
Nel 1775 il comune acquista i terreni corrispondenti a piazza Torlonia che destinò alle attività di supporto logistico dell'agricoltura, in particolare l'Aia venne utilizzata dagli agricoltori avezzanesi per l'essiccazione di legumi e cereali.
Questo primo segnale di espansione verso il territorio circostante fu confermato in qualche modo anche dai piani urbanistici che seguirono.

## XIX secolo
(Giovanni Pagani)

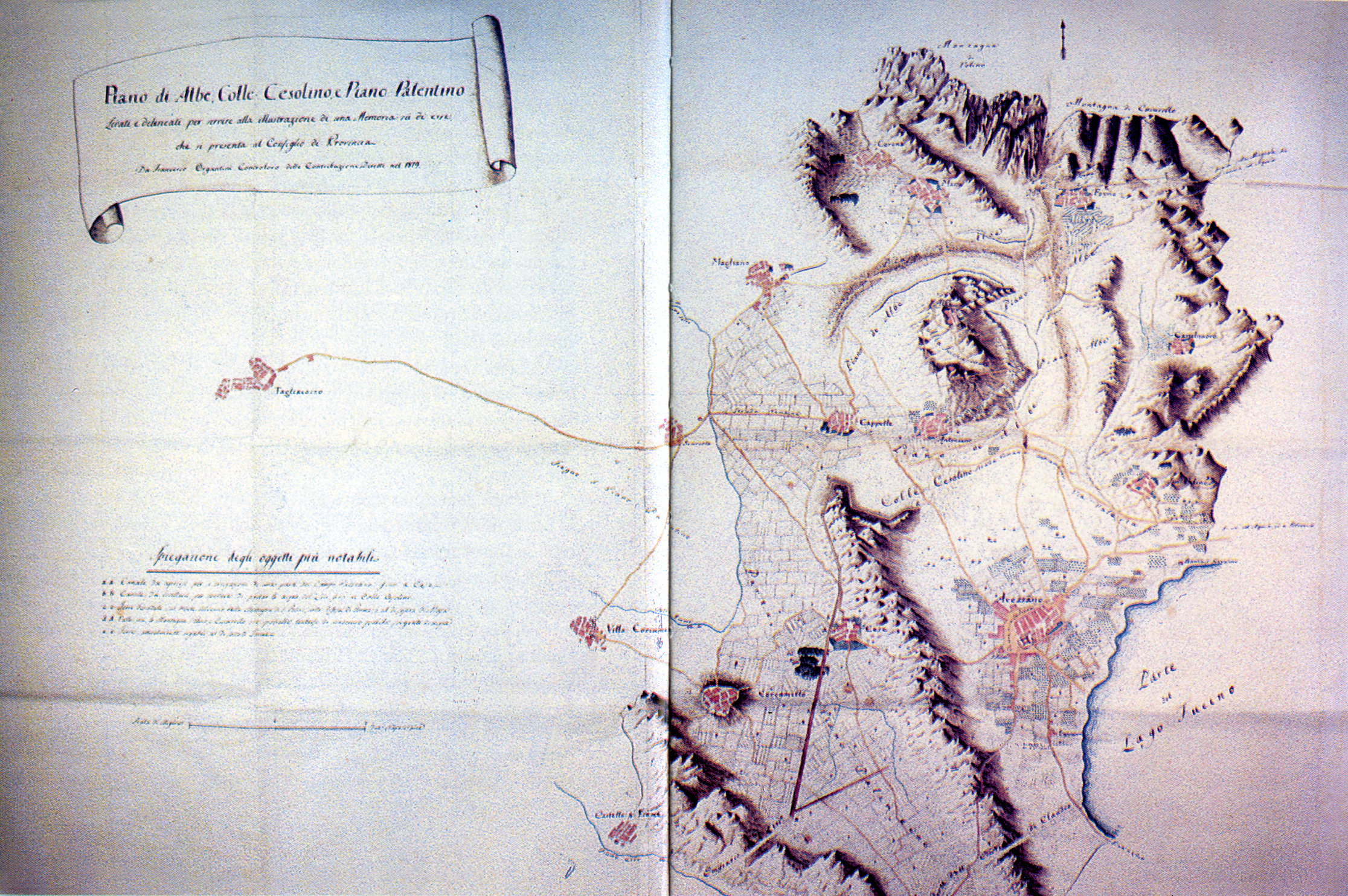
Avezzano, piano di Albe, colle Cesolino e piano Palentino nel 1819

Chiesa e piazza di San Bartolomeo prima del 1915

Nel 1811 con la promozione della città a capoluogo di distretto, il nucleo urbano si avviò ad una trasformazione abbandonando gradualmente la struttura feudale di tipo rurale.
In questo periodo il soprintendente Sardi portò a termine numerose opere urbane che conferirono alla città un aspetto più moderno, disponendo anche leggi che nei decenni successivi contribuirono alla crescita architettonica e sociale di Avezzano. 
Tuttavia l'aspetto di città europea era ancora molto lontano tanto che i celebri viaggiatori ottocenteschi, gli inglesi Edward Lear e il barone Richard Keppel Craven, nei loro racconti dipingono una Avezzano della prima metà dell'Ottocento che è ancora un piccolo centro contadino, pur essendo già divenuta nel 1811 capoluogo di Distretto e sede della Sottintendenza (una delle quattro dell'Abruzzo Ulteriore II).
Da questo periodo in poi furono portati a termine lavori importanti di adeguamento delle strade urbane e suburbane al maggior traffico veicolare e ci fu l'ampliamento della rete fognaria, l'adeguamento del sistema d'illuminazione. 
Proprio nella prima metà dell'Ottocento apparve inevitabile l'eliminazione della cinta muraria e l'abbattimento delle tre porte, avvenuti a cominciare dal 1843 e portati a termine tra il 1848 e il 1849. Una delle cause fu il rischio che le mura della città potessero favorire per via della scarsa circolazione dell'aria il diffondersi dell'epidemia di colera (cholera-morbus) proveniente dal vicino Stato Pontificio ed esattamente dall'Agro romano.
L'abbattimento delle mura antiche, oramai quasi del tutto cadenti, si rese oltretutto necessario per favorire uno sviluppo edilizio che da più parti veniva reclamato.
In questo periodo ancora risultavano evidenti i contrasti tra i numerosi palazzi signorili della città tra cui quelli dei Marimpietri (sede della Sottoprefettura e dal 1874 della farmacia De Bernardinis), Ferrini, famiglia Resta, Edoardo Resta, Jatosti, Ciccotti, Mattei-Minicucci (sede del municipio), Mazzenga-Orlandi, Sebastiani, Ruggieri, Saturnini e Spina che presentavano più piani e le abitazioni anch'esse numerose a due piani dotate di fienili e stalle.
La cittadina assumerà una fisionomia più moderna ed una dimensione estetica e anche demografica di vera e propria città solo dopo l'Unità d'Italia.

## Il prosciugamento del Fucino e il boom economico
(Ignazio Silone)

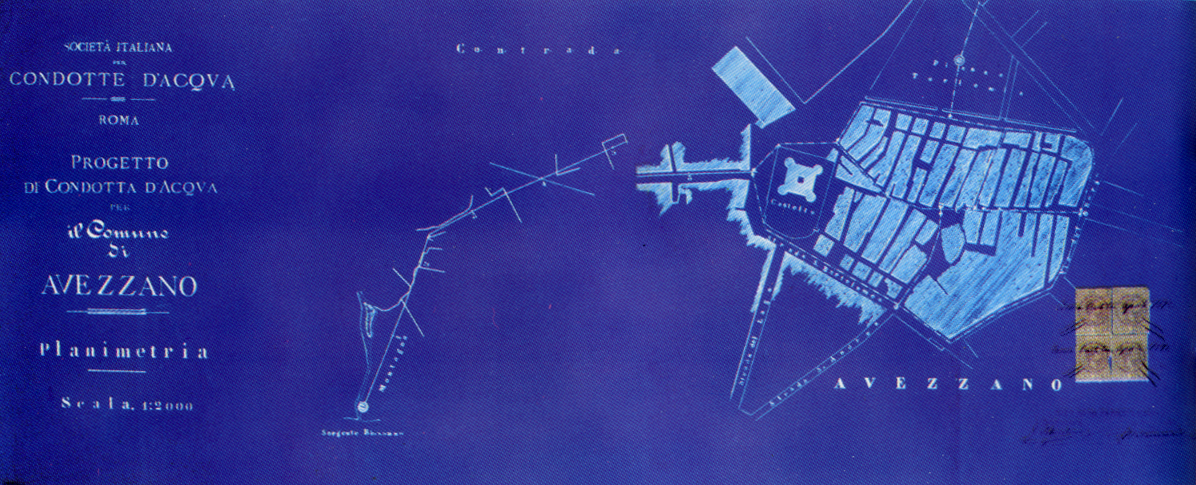
Progetto dell'acquedotto del 1892

Il prosciugamento del lago Fucino completato nel 1877 e dichiarato ufficialmente un anno dopo, rappresenta uno degli eventi più importanti nel processo evolutivo della città. Al termine delle complesse operazioni i Torlonia, con a capo il banchiere romano Alessandro Raffaele, fecero costruire l'elegante palazzo mentre piazza Aia, che divideva la loro proprietà dalle altre aree urbane di Avezzano e al contempo connetteva la vecchia città alle nuove aree urbane, acquisì il nome di piazza Torlonia. 
L'agrimensore Giulio Del Pelo Pardi progettò l'adeguamento della piazza in veri e propri giardini nei quali successivamente Anna Maria Torlonia e Giulio Borghese faranno costruire la fontana circolare. 
A distanza di pochi anni la città si sviluppò sul piano industriale, con la costruzione dello zuccherificio di via Trara e di numerose fabbriche, alcune collocate nella zona di San Simeo, che accrebbero la propria attività attorno alla nuova vocazione agricola del Fucino. A questa crescita si affiancò quella infrastrutturale con l'inaugurazione della stazione e l'apertura della linea ferroviaria Roma-Pescara e la realizzazione della strada statale per Napoli.

## Avezzano prima del 1915

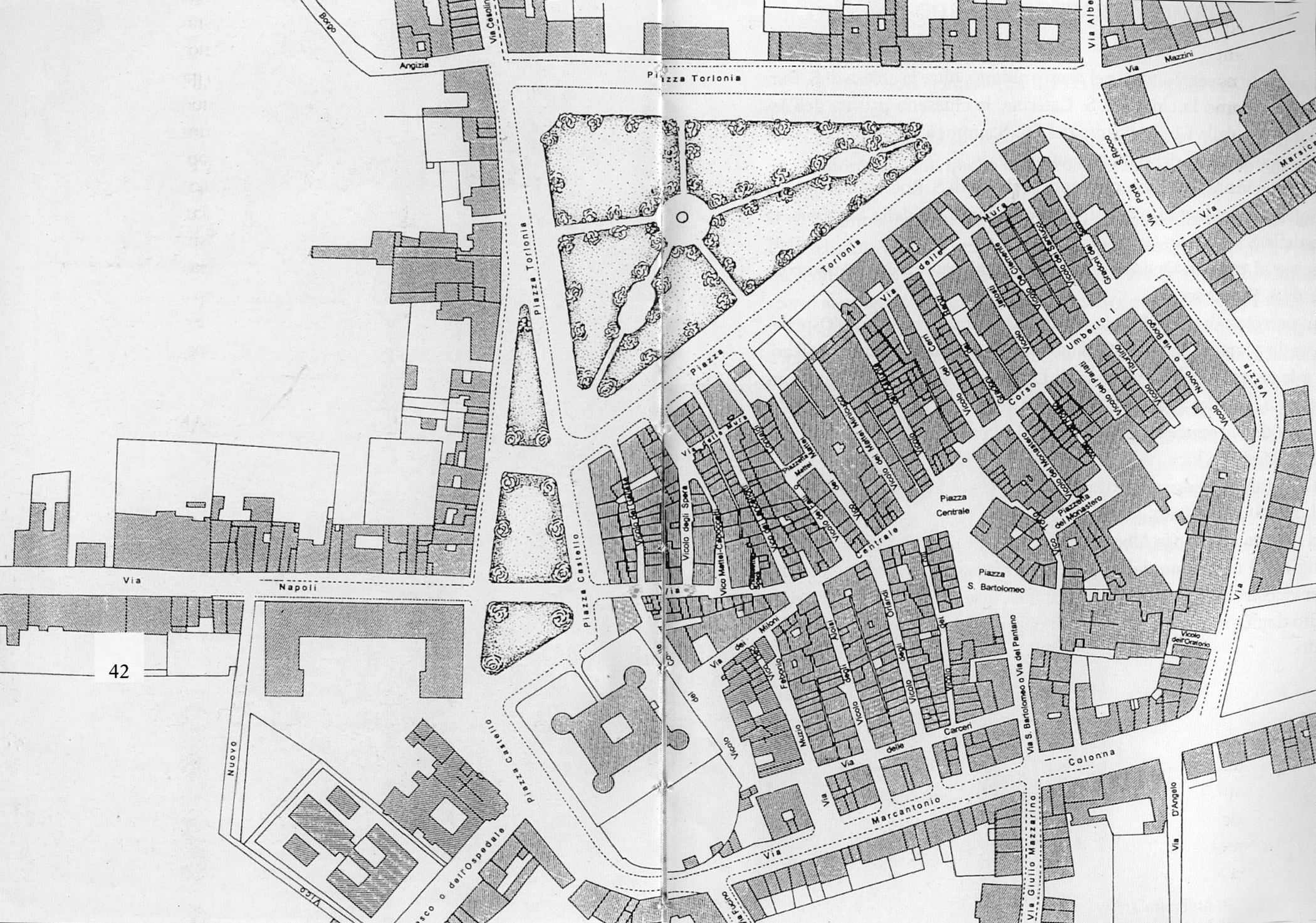
Planimetria e toponomastica di Avezzano di fine 800

Rapidamente la città superò quota 10 000 abitanti e prima del XX secolo poté dotarsi di un piano regolatore e di ampliamento, strumento concesso solo ai comuni che avessero superato quella soglia demografica.
Il primo piano portò la firma dell'ingegnere di Avezzano, Loreto Orlandi e dell'ingegnere originario di Villa Romana di Carsoli, Sebastiano Bultrini.
Aveva il compito di decongestionare, attraverso determinate scelte urbanistiche, la piazza Centrale e l'area posta dietro il castello Orsini-Colonna in direzione Fucino. Gli interventi progettati avrebbero cambiato il volto di Avezzano: i nuovi quartieri e le strade di collegamento con il centro della città erano previsti nelle chiuse Orlandi, Pace e Resta. Nella chiusa Resta si puntava allo sviluppo dell'antico quartiere di Focetta (Pucetta) e del piano di Cesolino. Il piano teneva conto della nuova vocazione e delle esigenze commerciali della cittadina, prevedendo lo spostamento del mercato nell'area posteriore del castello Orsini-Colonna. Era prevista anche la costruzione di nuove scuole a fronte dell'incremento demografico che tutta l'area fucense fece registrare in quegli anni. Lo strumento urbanistico e di programmazione dei lavori pubblici venne approvato dal consiglio comunale il 7 gennaio 1915, dopo una estenuante serie di ratifiche. Troppo tardi per via del terremoto che il 15 gennaio, appena otto giorni dopo l'approvazione, ne impedì l'applicazione.

### Edifici sacri

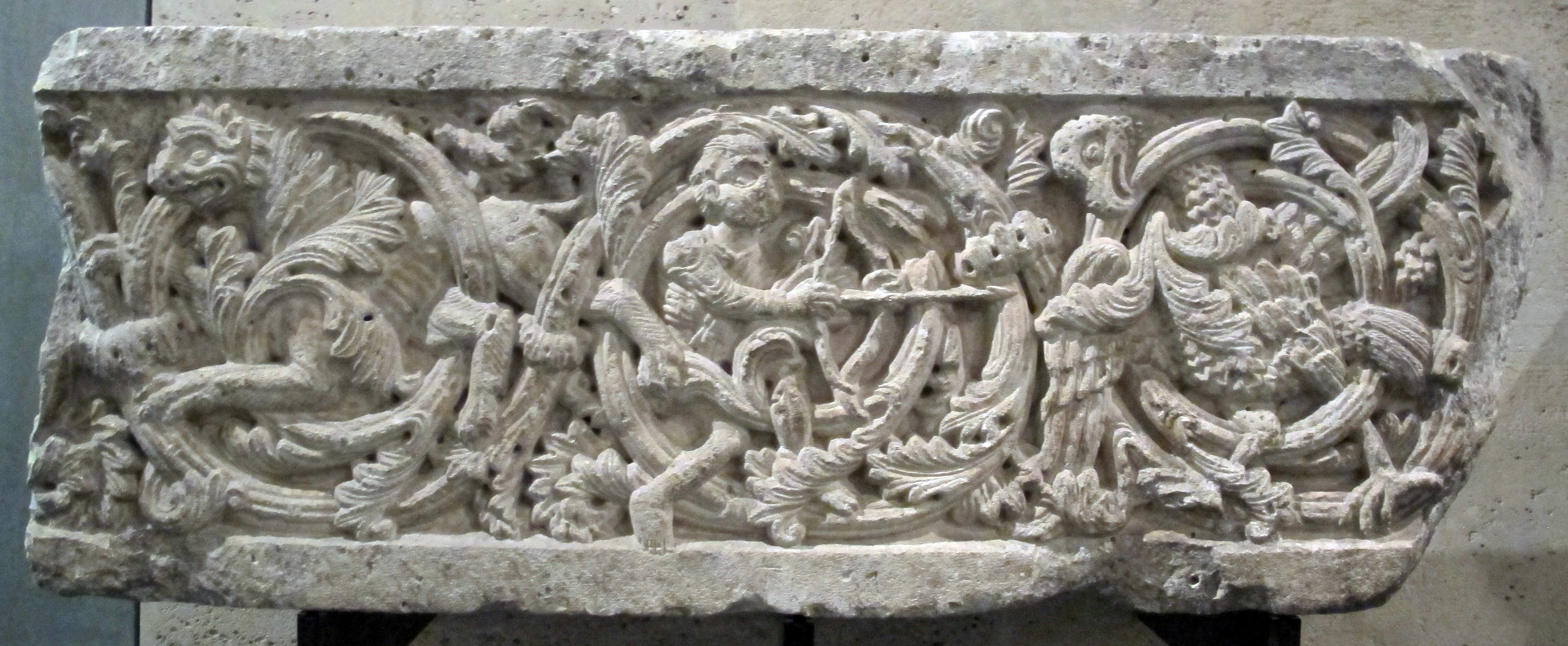
Frammento dell'architrave della chiesa di San Nicola conservato al museo del Louvre (Parigi, Francia)

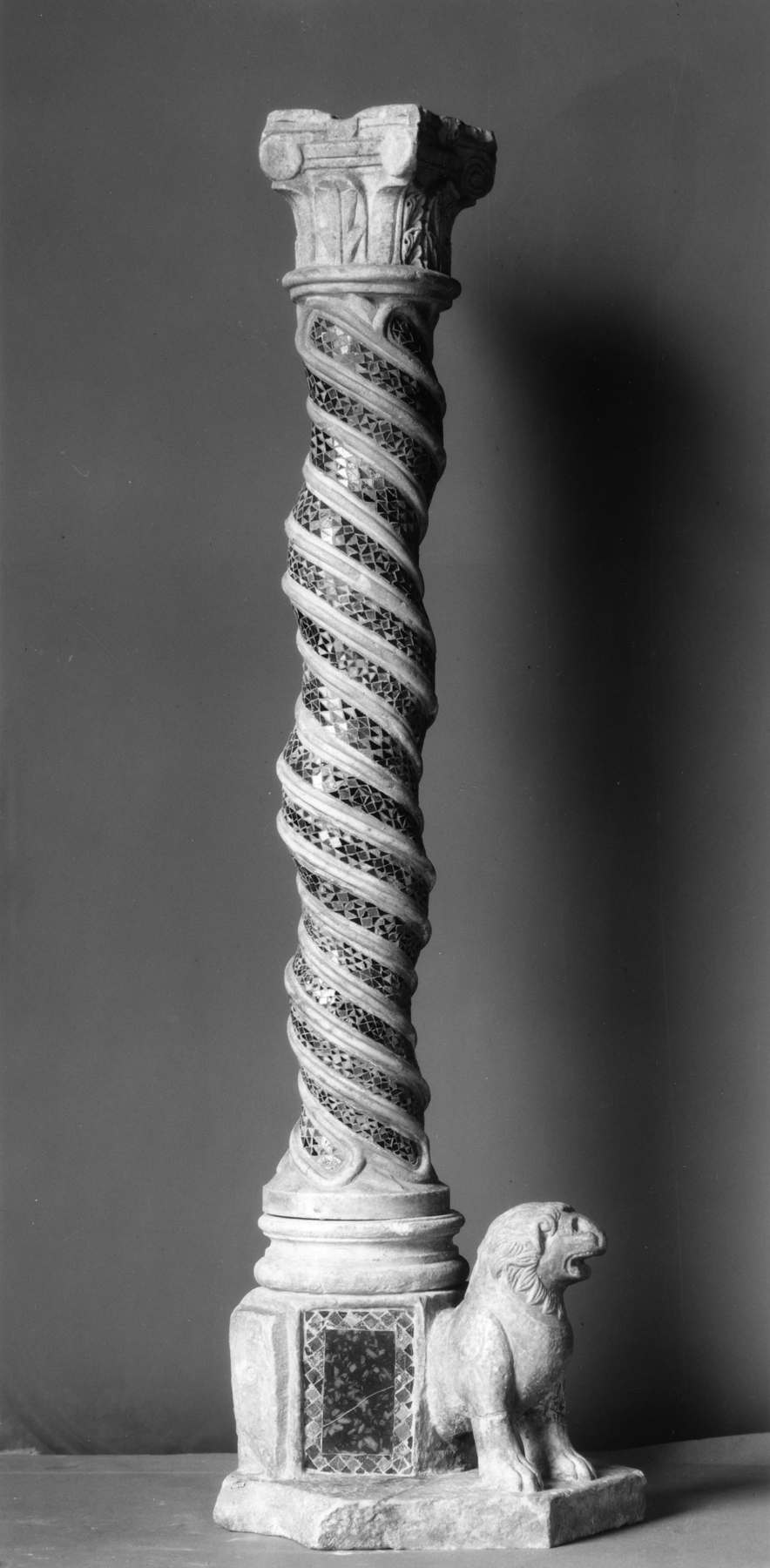
Colonna con leone alla base, appartenuta alla collegiata di San Bartolomeo crollata nel 1915, esposta nel Walters Art Museum (Baltimora, Stati Uniti d'America)

I monumenti religiosi più importanti prima del 1915 furono la collegiata di San Bartolomeo, l'ex monastero di Santa Caterina, la chiesa di San Rocco, situata tra via Marsicana (la contemporanea via XX Settembre) e via della Stazione (chiamata in seguito via Sernaglia, poi via Sergio Cataldi), la chiesa di San Nicola (detta anche dei Santi Filippo e Nicola) che presentava due portali romanici. Sulla via dei Cappuccini, nei pressi del vecchio cimitero cittadino si trovava la chiesa di Santa Maria in Vico con annesso convento. Non distante erano situate la chiesa scomparsa di San Lorenzo in Vico e la piccola chiesa di Sant'Antonio tra le Fratte edificata per commemorare i circa 300 avezzanesi morti in seguito all'epidemia di tifo petecchiale avvenuta intorno al 1840 e seppelliti nella retrostante fossa comune. L'edificio originario crollò in seguito al terremoto del 1915 e fu ricostruito per volontà del sindaco Antonio Iatosti nel 1949. In centro si trovavano le cappelle della Madonna di Loreto e la chiesetta della famiglia Mattei dedicata all'Assunzione della Vergine.
Poco distante dal nucleo storico erano invece posizionate le piccole chiese di Sant'Andrea alle Vicenne e di Sant'Antonio abate, in località Cerreto (Cerritum).
La chiesa di San Francesco (chiamata successivamente chiesa di San Giovanni Decollato), situata accanto al maniero, fu l'unica ricostruita sulla base originaria risalente alla prima metà del trecento.
In posizione nord rispetto al centro della città, sulla via Albense, si trovava la piccola edicola della Madonna del Passo. Nei mesi successivi al terremoto l'area fu scelta per la ricostruzione iniziale della città dando il nome al quartiere contemporaneo.

### Struttura urbana
Avezzano prima del 1915 presentava via Centrale, in seguito denominata via Umberto I, al centro di un complesso reticolato di strade che partivano perpendicolarmente da essa con numerosi vicoli che si diramavano in direzione sudest e nordovest. Da piazza Castello a nord si raggiungeva piazza Torlonia seguendo via Marsicana (via XX Settembre), entrando nel centro storico da via Centrale si raggiungeva piazza Centrale (rinominata poi piazza Umberto I), e infine prima del sisma piazza Vittorio Emanuele III dove si affacciava la collegiata, a sud la strada maggiore era delimitata da via Marcantonio Colonna. Altra piazza del centro storico era largo del Monastero; tra i vicoli fuguravano via delle Mura, via dei Cerri, via San Bartolomeo, via De Clemente, via Orlandi, via Muzio Febonio.
L'edificio scolastico più importante era quello di via Napoli, appena costruito in largo del Principe. Presentava due settori: maschile e femminile. Il 13 gennaio del 1915 le rifiniture non erano ancora state completate quando crollò completamente su stesso. Il palazzo Mattei-Minicucci ospitò il liceo ginnasio intitolato a Luigi di Savoia Duca degli Abruzzi, dal 1912 stanziato nei locali del monastero di Santa Caterina, e la biblioteca magistrale popolare Roberto Ardigò. Nel palazzo Mazzenga, invece, aveva sede la regia scuola normale e complementare femminile "Maria Clotilde di Savoia". La città prima del sisma era dotata di servizi moderni come la pubblica illuminazione, la rete fognaria e l'impianto idrico.

## Avezzano dopo il 1915

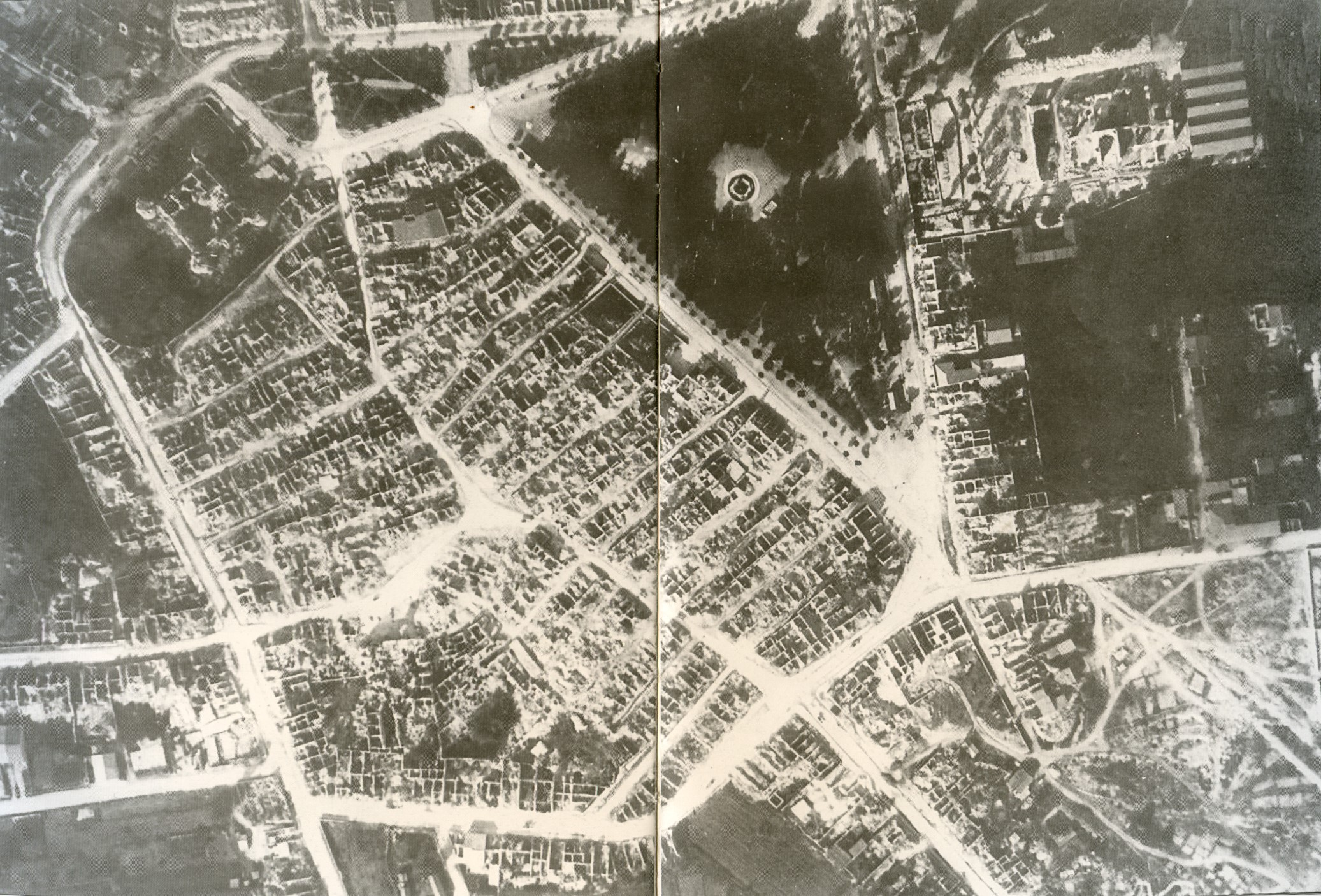
Veduta aerea di Avezzano dopo il grande terremoto

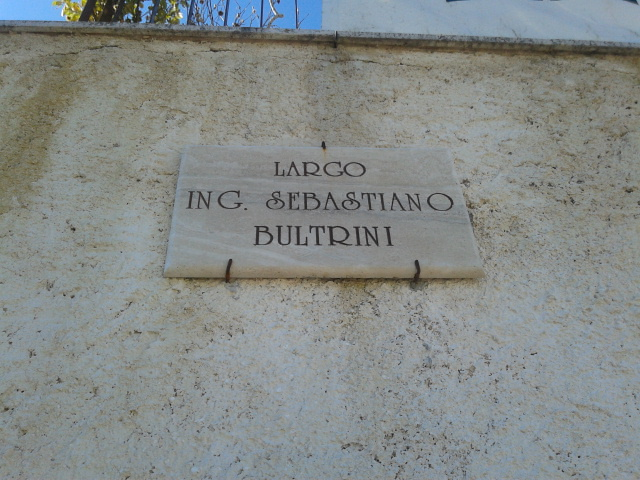
Targa di Villa Romana di Carsoli dedicata a Sebastiano Bultrini

La città è stata ricostruita sul nuovo piano regolatore del 1916 dell'ingegnere Sebastiano Bultrini e riedificata partendo da un nucleo contrapposto rispetto al vecchio centro storico in un'area più asciutta e salubre orientata verso nord. La ricostruzione che nei primi anni si è avviata in modo lento per via della grande guerra, dopo il conflitto si è velocemente portata a completamento. Ricostruito il centro della città, su un asse urbano diverso rispetto all'originario, ben presto Avezzano si è sviluppata risollevandosi da una tragedia che in molti ritenevano essere stata fatale. Nel vecchio centro storico dopo la lenta rimozione delle macerie si è potuto inizialmente ricostruire solo edifici con piano terra e primo piano, in seguito, a distanza di decenni e con l'evoluzione dei criteri costruttivi antisismici, le abitazioni potevano presentare più di due piani.
Le uniche strade rimaste con l'identico percorso urbano sono via XX Settembre, via Vezzia, via Marcantonio Colonna e via Napoli.
La cattedrale di San Bartolomeo è stata ricostruita nella nuova piazza Risorgimento su un'area differente rispetto alla posizione precedente, mentre gli unici monumenti ricostruiti nella sede originaria sono stati il castello Orsini-Colonna e la chiesa di San Giovanni Decollato.
Durante la fase di rimozione delle macerie numerosi elementi lapidei sono andati persi, solo alcuni di essi furono recuperati.
Il palazzo di città, precedentemente ospitato nel palazzo Mattei-Minicucci, fu progettato dall'ingegnere Sebastiano Bultrini e edificato in piazza della Repubblica. Venne inaugurato nella prima metà degli anni venti e definitivamente completato il 15 dicembre 1927.
Grazie al piano regolatore e di ampliamento del 1926, invece, il palazzo di giustizia fu progettato dall'architetto Luigi Gallo e inaugurato nel 1930. In precedenza la cancelleria, istituita nel 1811 anno in cui Avezzano fu elevata a capoluogo di distretto in seno all'unità amministrativa dell'Abruzzo Ulteriore II, mentre la sede del tribunale istituita nel 1861 venne ospitata prima in alcuni locali attigui alla chiesa di San Francesco, in seguito in alcuni palazzi del centro urbano, infine nel castello Orsini-Colonna.
Avezzano, in gran parte appena ricostruita, subì nel 1944 i bombardamenti aerei delle forze alleate durante la seconda guerra mondiale e fu di nuovo distrutta per oltre il 70% del patrimonio architettonico. Il tribunale, gravemente danneggiato, venne ricostruito seguendo fedelmente il progetto originario, mentre il nuovo municipio e la nuova cattedrale subirono danni non irreparabili. A cominciare dal termine del conflitto la città venne di nuovo ricostruita, grazie anche ai fondi del piano Marshall.

## La città odierna
Avezzano risulta una città del Novecento, con edifici che presentano elementi decorativi in stile tardo Liberty.
Ville, villini e palazzine, costruite fino ai primi anni Cinquanta, caratterizzano i fronti stradali e gli spazi urbani.
Lo strumento di pianificazione urbanistica di Bultrini, che immaginò una città giardino a bassa densità edilizia, presenta due punti generatori: piazza Matteotti e la stazione ferroviaria da cui parte il tridente via Montello, via Garibaldi, corso della Libertà e piazza Castello da cui parte una raggiera di strade e rappresenta l'area più vicina al vecchio nucleo urbano nonché il "centro storico" della città. 
L'aspetto moderno dell'urbanistica di Avezzano si caratterizza principalmente per la struttura regolare, con strade frequentemente incrociate in angoli retti con maglia viaria ortogonale. Questa presenta un sistema stradale dotato di marciapiedi larghi e alberati.

### Quartieri

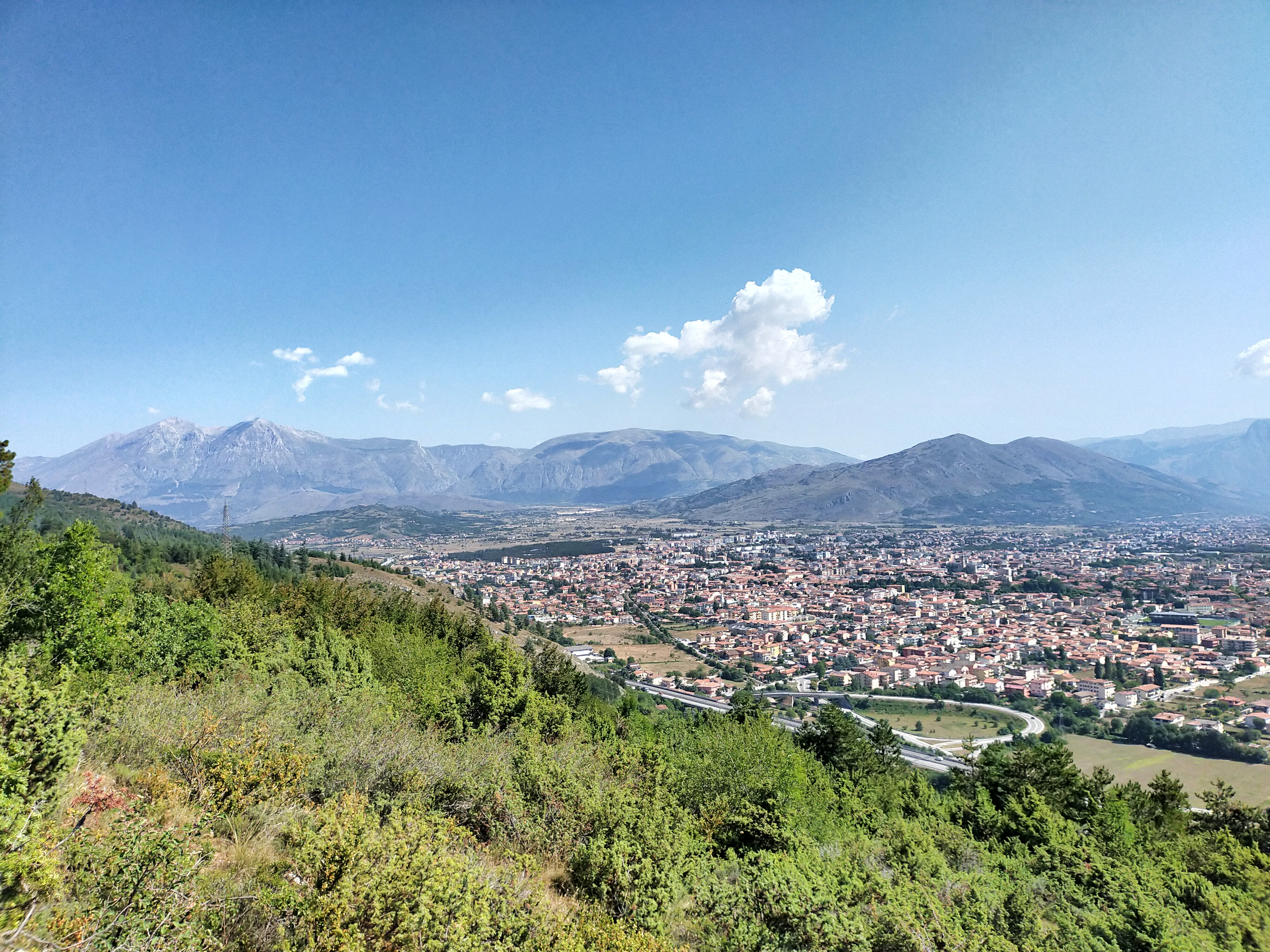
Veduta di Avezzano

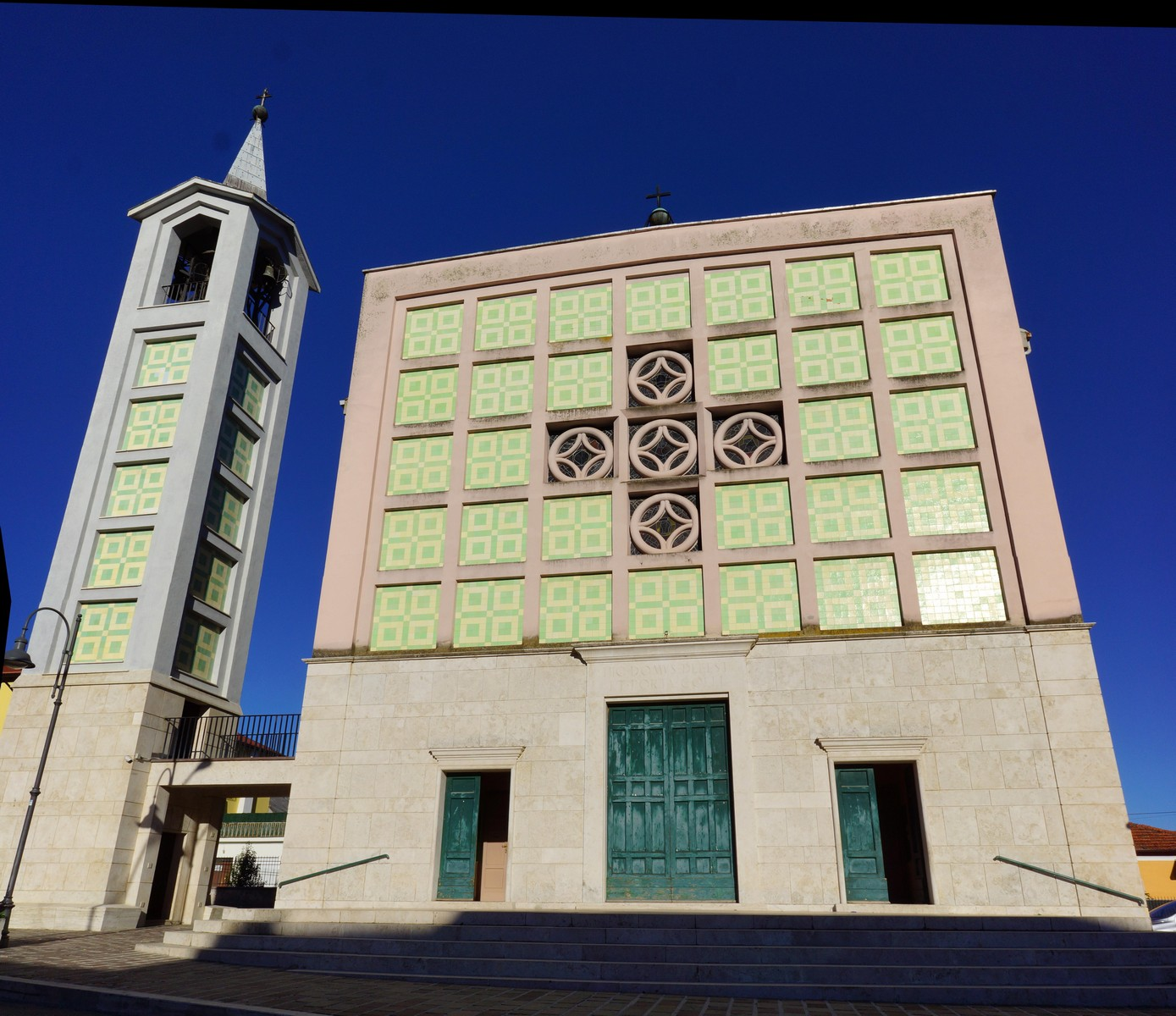
Chiesa del Sacro Cuore in San Rocco

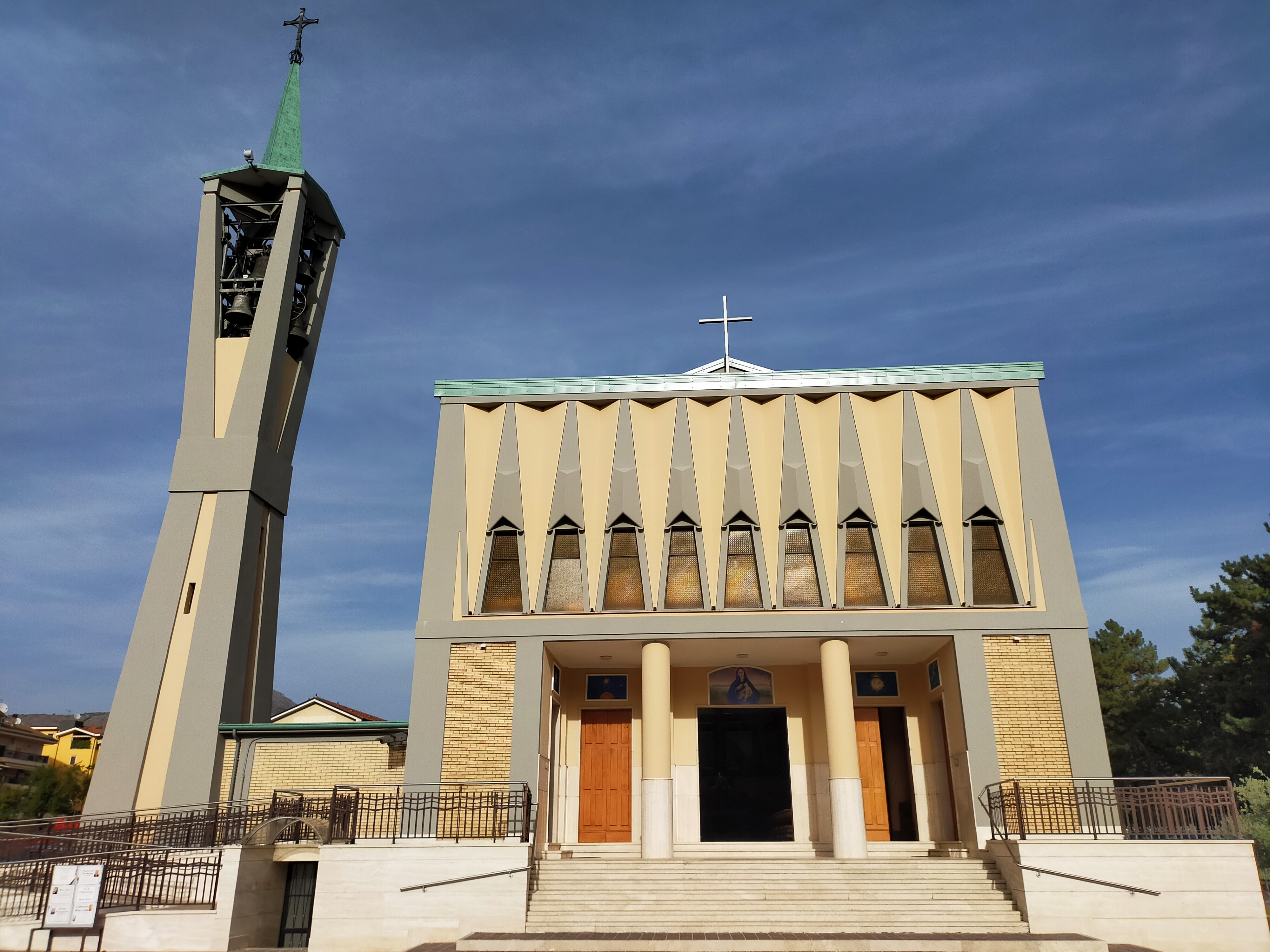
Chiesa della Madonna del Passo a Borgo Pineta

- Centro della città: originariamente chiamata "contrada Melazzano", la vita di questo quartiere ruota essenzialmente attorno alla spaziosa piazza Risorgimento su cui si affaccia la cattedrale dei Marsi. Non distante si trova l'ex scuola d'infanzia intitolata a Maria Montessori[51] sede del polo culturale "Nicola Irti". Nell'area centrale sorgono il municipio, diversi esercizi commerciali, le banche, le scuole elementari e medie, il liceo classico "Alessandro Torlonia", con l'ampio cortile interno trasformato in un campo da calcetto in erba sintetica, la curia vescovile, la chiesa di Nostra Signora del Suffragio in Don Orione, la chiesa di San Giuseppe (legata alla locale comunità dei rumeni ortodossi), gli uffici della ASL Avezzano-Sulmona-L'Aquila, il palazzo di giustizia, i palazzi della procura della Repubblica e del giudice di pace e, non distante, la stazione ferroviaria. A poche centinaia di metri da piazza Risorgimento ci sono la piazza del Mercato e le due aree verdi di villa Torlonia e piazza Torlonia. Il settore delimitato da via Monte Velino, via XX Settembre, via Roma e via Montello prende il nome di "Quadrilatero".
- San Nicola: da piazza Castello lungo via San Francesco, nella zona più a sud della città; quartiere tra i più antichi e popolosi, centro del quale è la chiesa di San Giovanni Decollato. Accanto alla chiesa sorge il castello Orsini-Colonna, luogo in cui nel 1980 il regista Carlo Lizzani girò alcune scene del film Fontamara tratto dall'omonimo romanzo di Ignazio Silone. In questo quartiere sono collocati la casa circondariale e alcuni impianti sportivi. Al centro della lunga strada principale è collocata la traversa di Calascella che conduce alla piana del Fucino.  Una testimonianza storica è offerta dalla chiesetta di Sant'Antonio abate al Cerreto, legata ad alcuni residui delle festività in onore del santo che si svolgono il 17 gennaio. La chiesa più antica fu distrutta dal terremoto del 1915 e venne ricostruita nel 1925.
- Via Napoli: ci si riferisce al quartiere composto dalla strada omonima e da quelle a essa adiacenti, a sud-ovest della città, tra i quartieri e le località di San Nicola-Piè le Pogge e Chiusa Resta-Piè le Querce. In una delle sue traverse, in via Ferrara, si trova lo stadio dei Marsi-Sandro Cimarra.
- Chiusa Resta: attorno a via America, a ovest, tra via Napoli, via Piana e Borgo Angizia (Pucetta). Prende il nome dai conti Resta che furono proprietari dei terreni della zona.
- Borgo Angizia, quartiere chiamato in origine Focetta da cui derivò il toponimo di Pucetta[52]. Il quartiere della parrocchia di San Pio X è situato a ovest, tra Chiusa Resta e I Frati.
- I Frati: a ovest di via Roma, tra Borgo Angizia (Pucetta) e Cesolino. Qui è situato il santuario della Madonna del Silenzio in San Francesco accanto al quale sorgono il convento e le aree sportive e ricreative.
- Cesolino: zona situata all'estremità nord-ovest della città. Lungo la strada statale 5 Via Tiburtina Valeria, non distante dal tratto urbano di via Roma, si trova lo svincolo per la strada statale 690 Avezzano-Sora e l'autostrada A25.
- Borgo Pineta: a nord, tra la stazione ferroviaria e la pineta da cui prende il nome; il quartiere è localmente detto anche "Concentramento", espressione legata alla presenza di quello che fu il campo di concentramento per i prigionieri di guerra del primo conflitto mondiale, in parte riutilizzato nella seconda guerra mondiale. Nel quartiere sono presenti il teatro dei Marsi, la biblioteca e l'auditorium dell'ufficio regionale delle attività culturali. Centro della vita religiosa è la parrocchia della Madonna del Passo, circondata dai giardini pubblici di piazza della Resistenza. Lateralmente alla chiesa si trova il villino Cimarosa. In questa zona sono presenti alcuni dei maggiori impianti sportivi della città come la piscina, lo stadio dei Pini, il velodromo Vito Taccone e il complesso tennistico.
- Barbazzano: zona residenziale situata a nord, tra Borgo Pineta e La Pulcina.

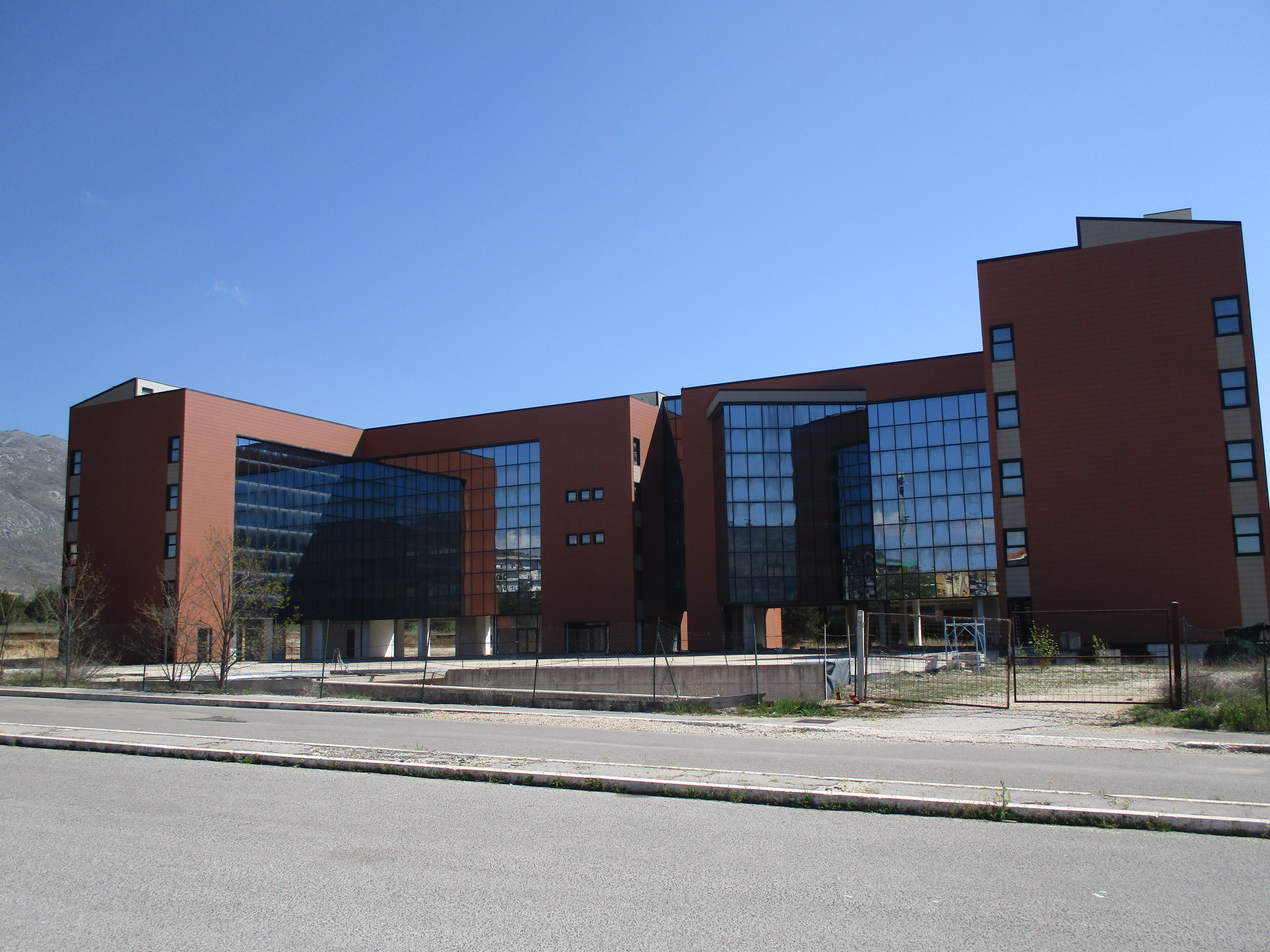
Il nuovo palazzo municipale

- La Pulcina: all'estremità nord della città, tra Borgo Pineta e Scalzagallo; quartiere moderno in cui sono presenti gli altri maggiori istituti superiori (liceo scientifico, liceo statale di scienze umane ed istituto tecnico-industriale), il nuovo palazzo municipale per uffici amministrativi e tecnici e la moderna chiesa dello Spirito Santo. In piazza Ercole Nardelli è posizionata l'antica campana dei Torlonia che veniva suonata per richiamare i contadini dal lavoro. La cosiddetta "campana della Pace" è divenuta un simbolo di fratellanza tra i popoli[53]. Poco più a nord è ubicato il principale presidio sanitario della Marsica, l'ospedale civile intitolato ai Santi Filippo e Nicola.
- Scalzagallo: all'estremità nord-est; quartiere esclusivamente residenziale.
- San Rocco: quartiere situato a est del centro cittadino, incluso nel quadrilatero composto da via Montello, via XX Settembre, via dei Fiori e la ferrovia Roma-Sulmona-Pescara; la sua parrocchia è dedicata a san Rocco.
- Il Cupello: il suo nome deriverebbe da copella, si estende a sud-est verso il Fucino, tra via Garibaldi, via XX Settembre e il quartiere di Sant'Andrea.
- Sant'Andrea: a est, tra piazza Cavour, via Solferino e il Cupello; la parrocchia è dedicata alla Santissima Trinità.
- Piazza Cavour: a sud, tra San Nicola e Sant'Andrea; il quartiere ruota attorno alla piazza omonima, da cui diramano due lunghe arterie che collegano il centro urbano a Borgo Via Nuova, Borgo Incile e al nucleo industriale. Al centro della piazza è collocata la statua di Vito Taccone. In via Sandro Pertini si trovano le due aree cimiteriali della scomparsa chiesa di Santa Maria in Vico e della chiesetta di Sant'Antonio di Padova, ricostruita nel 1949 dopo che il sisma del 1915 distrusse l'edificio originario. Verso il nucleo industriale si trova invece il cimitero nuovo.